# Bjørn Magnussen
Bjørn Magnussen (* 2. ledna 1998 Trondheim) je norský rychlobruslař.
Od roku 2014 startoval ve Světovém poháru juniorů, na juniorském světovém šampionátu debutoval v roce 2015. Do seniorského Světového poháru nastoupil na podzim 2017 a počátkem roku se poprvé představil na Mistrovství Evropy. Na kontinentálním šampionátu 2020 získal stříbrnou medaili v týmovém sprintu, v téže disciplíně získal bronz na Mistrovství světa 2020. Na ME 2022 vybojoval v týmovém sprintu stříbro. Startoval na ZOH 2022 (500 m – 17. místo, 1000 m – 25. místo) a krátce poté získal zlatou medaili v týmovém sprintu na světovém šampionátu 2022.